# Ayman Nour
Ayman Nour (àrab: أيمن نور, Ayman Nūr) és un polític egipci, membre del Parlament d'Egipte i cap del Partit al-Ghad (‘Partit del Demà’). L'octubre de 2004 va ser arrestat pel govern del president Hosni Mubarak per càrrecs de corrupció. Nour i els seus seguidors afirmen que el seu arrest tenia motivacions polítiques.

## Carrera política

### Formació del partit al-Ghad
El partit al-Ghad va ser reconegut formalment pel govern egipci el 27 d'octubre de 2004. Després de la seva creació, Nour va ser elegit president del partit en la seva primera convenció pocs dies després. La seva actuació com a membre independent del parlament el va convertir a la figura més rebatejada del partit i una de les forces que el fan avançar. Nour treballà fortament per obtenir el reconeixement del partit; la seva sol·licitud va ser rebutjada cinc vegades abans de ser acceptada.
El partit va ser creat per representar una perspectiva liberal democràtica, amb fort interès en els assumptes de drets humans. Nour ha utilitzat el suport del seu partit per promoure en el parlament reformes que limitin el poder del president i per obrir les eleccions presidencials a múltiples candidats.

### Arrest i presó
Nour va ser desposseït de la seva immunitat parlamentari i arrestat el 29 de gener de 2005. Va ser acusat de falsificació de documents per aconseguir l'aprovació del partit al-Ghad. Nour sempre ha negat els càrrecs.
L'arrest, ocorregut l'un any electoral, va ser àmpliament criticat per diferents governs de tot el món, considerant-ho com un retrocés al camí d'Egipte cap a la democràcia. Pocs han considerat com fonamentats els càrrecs contra Nour.
Nour es va mantenir políticament actiu durant la seva estada a la presó, utilitzant el seu temps per escriure articles crítics i ajudar a per fer públic el seu cas i la seva causa.
Irònicament, mentre era a presó, el govern va anunciar que se celebrarien eleccions amb múltiples candidats.
El 12 de març de 2005, va ser alliberat una setmana després que va anunciar que seria candidat a la presidència. Va ser considerat el candidat amb més oportunitats d'enfrontar-se al president Mubarak en l'elecció presidencial de 2005.